# Echoenzephalografie
Die Echoenzephalographie bzw. -grafie (englisch echoencephalography) ist ein bildgebendes Verfahren der medizinischen Diagnostik und bezeichnet eine Darstellung von Grenzflächen im Gehirn mittels Ultraschall. 
Die Echoencephalographie wurde von dem Neurochirurgen Schiefer und der Siemens AG in Erlangen entwickelt.
Durch Verschiebung des Mittellinienechos lassen sich indirekt Anzeichen für raumfordernde Prozesse, z. B. Tumoren, erkennen; ein verbreitertes Mittellinienecho kommt beim Hydrocephalus vor, gelegentlich ist ein pathologisches Hämatom- oder Tumorecho zu erkennen.